# Award Software International
Award Software International – amerykańskie przedsiębiorstwo, zajmujące się produkcją BIOS-ów oraz oprogramowania. Zostało założone w 1983 roku w kalifornijskim mieście San Jose przez Rene Vishny’ego i Boba Stillmana. Rok później firma przeniosła swoją siedzibę do Los Gatos.

## Historia
W 1988 roku Bob Stillman opuścił firmę, która od tamtej pory należała do Rene Vishny’ego. W 1996 roku Award Software zapowiedziało swoją pierwszą ofertę publiczną.
16 czerwca 1997 roku firma wydała komunikat dotyczący przejęcia Unicore Software, dostawcy aktualizacji BIOS-u. Unicore stało się jednostką zależną.
W kwietniu 1998 roku Phoenix Technologies oraz Award Software ogłosiły plany fuzji, w wyniku której Award Software miało zostać wchłonięte przez Phoenix Technologies. Podpisanie niezbędnych dokumentów miało nastąpić 30 czerwca tego samego roku. Ostatecznie fuzja została zakończona 28 września 1998 roku.
W obecnie produkowanych BIOS-ach oraz UEFI prawa autorskie przypisywane nadal są spółce Award Software.

## Jednostki zależne
- Award Software Europe
- Award Software Hong Kong, Ltd
- Award Software Japan, KK[3]
- Award Software International, Inc.
- Unicore Software, Inc.

## Produkty
Firma produkowała głównie układy scalone zawierające BIOS („AwardBIOS”). Do pozostałych produktów należą urządzenia do diagnostyki magistral ISA i PCI oraz oprogramowanie do zarządzania systemami komputerowymi.